# Distrito de Heroínas Toledo
El distrito de Heroínas Toledo es uno de los quince que conforman la provincia de Concepción, ubicada en el departamento de Junín en el Perú. 
Desde el punto de vista jerárquico de la Iglesia católica forma parte de la arquidiócesis de Huancayo.

## Historia
El distrito fue creado mediante Ley N.º 12536 del 9 de enero de 1956, en el gobierno del Presidente Manuel A. Odría.

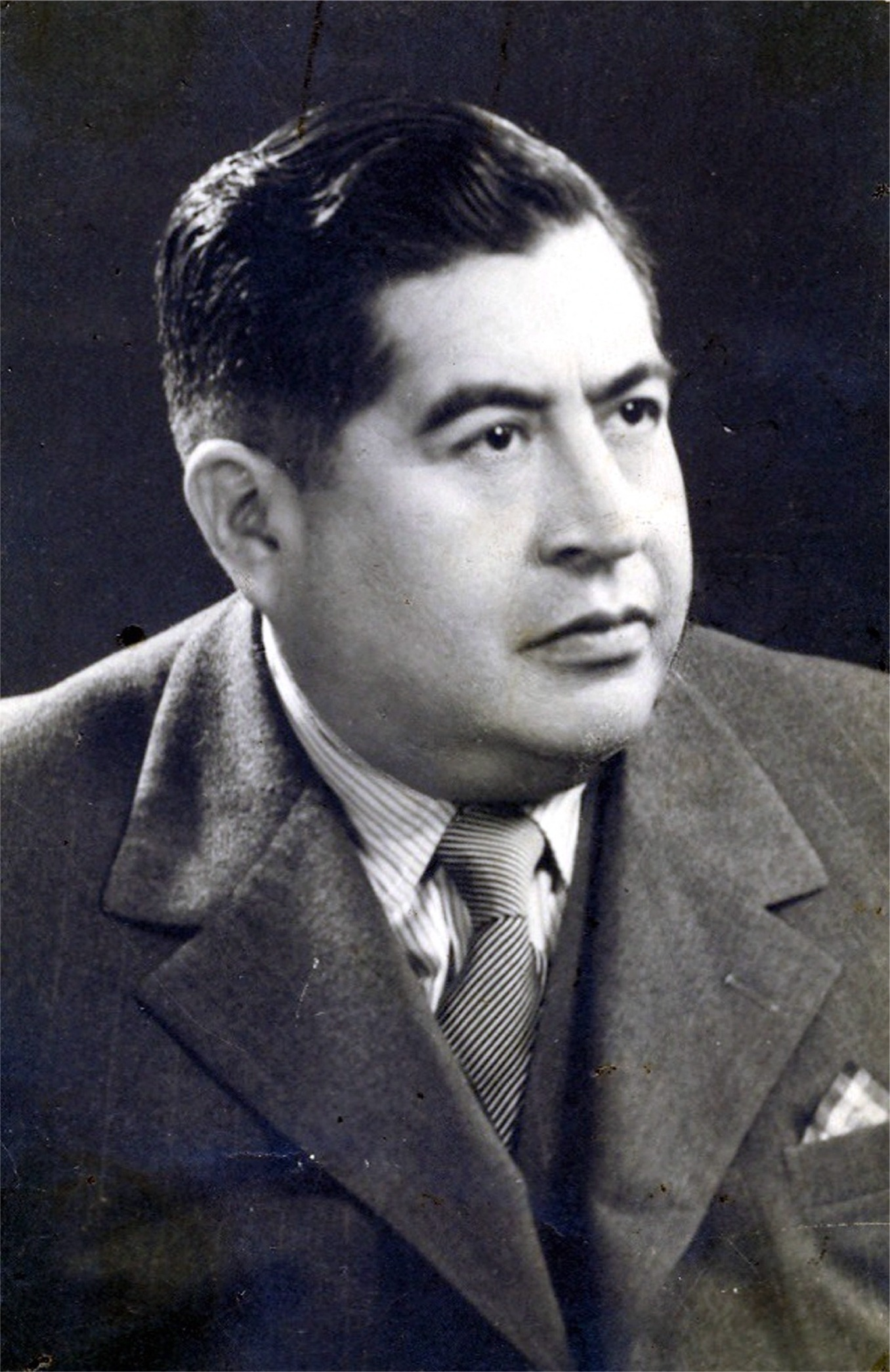
José Julio García Porras, diputado por Junín desde 1950 a 1956

En el año de 1953 los comuneros de San Antonio de Ocopa, anexo del distrito de Santa Rosa de Ocopa de la provincia de Concepción, gestionaron ante los representantes por Junín de la Cámara de Diputados Sres. José Antonio Parra del Riego y José Julio García Porras, su desvinculación política y territorial, conformando un nuevo distrito con los Centros Poblados Chiccho, La Libertad y San Pedro.
El 26 de octubre de 1954, es presentado el proyecto de ley que crea el Distrito de Heroínas Toledo, y al exponerse en su considerando los factores políticos, económicos y sociales existentes en la zona territorial que permitirían su concreción, se hace referencia a la denominación del nuevo distrito:
“...Que la heroica hazaña realizada por las heroínas Toledo en Concepción, durante las luchas por nuestra independencia política, en el célebre puente de “Balsa” sobre el río Mantaro, merece que se perpetúe, dándose el nombre de estas heroínas nacionales a la nueva circunscripción a crearse en la provincia.
Que la referida denominación, a la vez que vivifica el recuerdo glorioso de ese hecho histórico, satisfacería la patriótica petición que en este sentido, han formulado a la representación parlamentaria los habitantes de “San Antonio de Ocopa” y de otros pueblos de Concepción...”
En sesión de la Cámara de Diputados del día 28 de octubre de 1954 el proyecto es admitido a debate y enviado a la Comisión de Demarcación Territorial, la misma que lo dictamina a favor el 12 de diciembre del mismo año, expresando su conformidad por el nombre de “Heroínas Toledo” al nuevo distrito:
“...es una forma de perpetuar en nuestra nomenclatura geográfica un hecho histórico importante, vivificándose a la vez el recuerdo de esas heroínas que hicieron honor a la Patria luchando por su emancipación. Porque es indiscutible que la hazaña realizada por las Toledo en las luchas que por nuestra independencia política se desarrollaron a lo largo del valle del Mantaro, constituye un glorioso e inolvidable episodio que ocupa lugar preferente en la historia nacional. Justo es, pues, que dentro de la zona territorial que en aquella época fue escenario de tal acontecimiento y en homenaje a la memoria de dichas heroínas, la entidad distrital a crearse lleve su nombre...”
El dictamen es aprobado en sesión de la Cámara de Diputados del 19 de noviembre de 1954. El Senado de la República, luego de revisarlo lo aprueba en sesión del 15 de noviembre de 1955. Es promulgado por el presidente de la República Manuel A. Odría, como la Ley N.º 12536.

## Geografía
El distrito de Heroínas Toledo se ubica entre las coordenadas geográficas 11°54′59″ de latitud sur y 75°18′53″ de longitud este del meridiano de Greenwich. El distrito de Heroínas Toledo cuenta con una extensión territorial de 25,83 km² que representa el 0,8 % de la superficie total de la provincia de Concepción.

## Capital
La capital del distrito es la localidad que lleva por nombre San Antonio de Ocopa y se encuentra a una altitud de 3 360 m.s.n.m.

## Autoridades

### Municipales
- 2023 - 2026[4]
  - Alcalde: Agatón Jesús Mantari Mantari.

Alcaldes anteriores
- 2019-2022:[5] Adán Vásquez Ninanya. En el año 2019 fue sentenciado por corrupto (delito de colusión). Adan Vásquez es conocido popularmente como "Ratan", precisamente por la sentencia de corrupción impuesta.

(2015-2018) Celia Dora Laureano Andrade, del Movimiento Junín Sostenible con su Gente (JSG).
- 2011-2014:[6][7] Adan Edgar Vásquez Ninanya, Movimiento Convergencia Regional Descentralista (CRD).
- 2007-2010: Adan Edgar Vásquez Ninanya.

## Festividades
- 13 de junio: San Antonio de Padua
- 7, 8, 9 y 10 de enero: Fiesta en Honor al Niñito Jesús.

Año 2023, los Mayordomos fueron la familia Mantari (Doris Mantari Laureano, Jesús Mantari Mantari,  Gian Carlos Mantari Mantari y Clotilde Mantari Coila).